# Uguiya
La uguiya (en idioma francés: ouguiya, en idioma árabe, أوقية) es la moneda oficial de Mauritania. El código ISO 4217 es MRU. Fue introducida en 1973, reemplazando al franco CFA en la relación 1 uguiya = 5 francos. Es la única unidad monetaria en circulación, junto al ariary de Madagascar que tiene una moneda fraccionaria no basada en un múltiplo de diez, ya que cada uguiya se divide en cinco jums (en idioma árabe: خمس). Las monedas y billetes son emitidos por el Banco Central de Mauritania.

### Billetes de la primera uguiya (1973-2017)
En 1973 se emitieron billetes de 100, 200 y 1.000 uguiya. En 1974 se imprimieron nuevos billetes de las mismas denominaciones, y además se introdujo el de 500 uguiya en 1979. Todos los billetes se imprimen en la Giesecke & Devrient de Alemania.
En 2004, se incorporan a los billetes nuevos elementos de seguridad y se añade la denominación de 2.000 uguiya, la última emisión de billetes se realiza en 2010, cuando se suma al cono monetario una nueva denominación de 5.000 uguiya:
| Denominación | Efigie | Color predominante | Dimensiones | Imagen del anverso | Imagen del reverso |
| ------------ | ------ | ------------------ | ----------- | ------------------ | ------------------ |
| 100 uguiya   |        | Violeta            |             |                    |                    |
| 200 uguiya   |        | Marrón             |             |                    |                    |
| 500 uguiya   |        | Verde              |             |                    |                    |
| 1000 uguiya  |        | Azul               |             |                    |                    |
| 2000 uguiya  |        | Azul               |             |                    |                    |
| 5000 uguiya  |        | Ocre               |             |                    |                    |

### Monedas de la primera uguiya (1973-2017)
En 1973 se introdujeron todas las denominaciones del uguiya, con la particularidad de que la moneda de 1/5 de uguiya solo se acuñó este año y prácticamente se encuentra fuera de circulación debido a su escasísimo valor. Las acuñaciones más recientes son de 2003 (1 uguiya) y 2004 (el resto) mientras que durante al año 2010 aparecieron nuevas monedas bimetálicas de 20 y 50 uguiya en febrero y diciembre respectivamente. Las monedas se acuñan en la ceca de Kremnica en Eslovaquia.
Estas son las características principales de las monedas de la primera uguiya que estuvieron en circulación entre 1973 y 2018:
| Denominación | Emisión | Metal           | Metal           | Forma    | Diámetro | Borde       | Anverso         | Reverso       |
| Denominación | Emisión | Anillo          | Centro          | Forma    | Diámetro | Borde       | Anverso         | Reverso       |
| ------------ | ------- | --------------- | --------------- | -------- | -------- | ----------- | --------------- | ------------- |
| 1/5 uguiya   | 1973    | Aluminio        | Aluminio        | Circular | 21 mm    | Liso        | Facial, francés | Facial, árabe |
| 1 uguiya     | 1973    | CuNiAl          | CuNiAl          | Circular | 21 mm    | Estriado    | Facial, francés | Facial, árabe |
| 1 uguiya     | 2009    | Acero niquelado | Acero niquelado | Circular | 20 mm    | Estriado    | Facial, francés | Facial, árabe |
| 5 uguiya     | 1973    | Acero latonado  | Acero latonado  | Circular | 25 mm    | Estriado    | Facial, francés | Facial, árabe |
| 10 uguiya    | 1980    | CuNi            | CuNi            | Circular | 24 mm    | Estriado    | Facial, francés | Facial, árabe |
| 20 uguiya    | 1980    | CuNi            | CuNi            | Circular | 28 mm    | Estriado    | Facial, francés | Facial, árabe |
| 20 uguiya    | 2009    | A. Latonado     | A. Niquelado    | Circular | 26 mm    | Discontinuo | Facial, francés | Facial, árabe |
| 50 uguiya    | 2010    | A. Niquelado    | A. Latonado     | Circular | 28 mm    | Discontinuo | Facial, francés | Facial, árabe |

## Redenominación de la uguiya
El 5 de diciembre de 2017, el Banco Central de Mauritania anunció la redenominación de su moneda a una razón de 1:10, es decir, que a partir del 1 de enero de 2018 10 antiguas uguiyas (MRO) serán 1 uguiya (MRU), a su vez, la nueva unidad monetaria estará dividida en 5 jums. Se emitirán monedas de 1 jum (⅕ uguiya), 1, 5, 10 y 20 uguiya, siendo las dos últimas monedas bimetálicas, y billetes de 50, 100, 200, 500 y 1.000 uguiyas, todos impresos en polímero.

### Billetes de la segunda uguiya (desde 2018)
Tras la redenominación de la uguiya a una tasa de 10:1, en 2018 se emitieron billetes de 50, 100, 200, 500 y 1.000 uguiya. Todos los billetes fueron impresos en polímero plástico con nuevos elementos de seguridad.
| Denominación | Efigie | Color predominante | Dimensiones | Imagen del anverso | Imagen del reverso |
| ------------ | ------ | ------------------ | ----------- | ------------------ | ------------------ |
| 50 uguiyas   |        | Violeta            |             |                    |                    |
| 100 uguiyas  |        | Verde              |             |                    |                    |
| 200 uguiyas  |        | Ocre               |             |                    |                    |
| 500 uguiyas  |        | Azul               |             |                    |                    |
| 1000 uguiyas |        | Marrón             |             |                    |                    |

### Monedas de la segunda uguiya (desde 2018)
En 2018 se introdujeron todas las denominaciones de la nueva uguiya, con la particularidad de que la moneda de 10 uguiya es bimetálica decagonal y la de 20 uguiya es trimetálica, similar a la antigua moneda de 20 francos franceses emitida entre 1992 y 2001, siendo la única moneda de estas características circulante en la actualidad. Las monedas se acuñan en la ceca de París, en Francia.
Estas son las características principales de las monedas de la segunda uguiya que entraron en circulación en enero de 2018:
| Denominación     | Emisión | Metal                        | Metal               | Forma      | Diámetro | Borde       | Anverso       | Reverso                |
| Denominación     | Emisión | Anillo                       | Centro              | Forma      | Diámetro | Borde       | Anverso       | Reverso                |
| ---------------- | ------- | ---------------------------- | ------------------- | ---------- | -------- | ----------- | ------------- | ---------------------- |
| 1 jum (⅕ uguiya) | 2017    | Acero cobreado               | Acero cobreado      | Circular   | 16 mm    | Liso        | Facial, árabe | Pez                    |
| 1 uguiya         | 2017    | Acero niquelado              | Acero niquelado     | Circular   | 20 mm    | Estriado    | Facial, árabe | Tetera                 |
| 5 uguiyas        | 2017    | Acero niquelado              | Acero niquelado     | Heptagonal | 22,5 mm  | Liso        | Facial, árabe | Instrumentos musicales |
| 10 uguiyas       | 2017    | Acero latonado               | Acero niquelado     | Decagonal  | 24 mm    | Discontinuo | Facial, árabe | Vaca                   |
| 20 uguiyas       | 2017    | Anillo y núcleo: A. Latonado | Medio: A. Niquelado | Circular   | 26 mm    | Liso        | Facial, árabe | Camellos               |